# Fred Sinowatz
Fred Sinowatz (født 5. februar 1929 i Neufeld an der Leitha i delstaten Burgenland i Østrig, død 11. august 2008) var en Burgenland-kroatisk politiker fra Sozialdemokratische Partei Österreichs, SPÖ. Sinowatz var forbundskansler i Østrig fra 1983 til 1986.